# دیگو یسو
دیگو یسو (انگلیسی: Diego Yesso؛ زادهٔ ۲۶ نوامبر ۱۹۸۴) بازیکن فوتبال اهل فرانسه است.
از باشگاه‌هایی که در آن بازی کرده‌است می‌توان به باشگاه فوتبال لوریان اشاره کرد.